# Wilczkowice (powiat krakowski)
Wilczkowice – wieś w Polsce położona w województwie małopolskim, w powiecie krakowskim, w północnej części gminy Michałowice, na granicy z gminą Iwanowice.

## Historia
Pierwsza wzmianka o wsi pojawiła się pod rokiem 1374. Od początku swego istnienia Wilczkowice były wsią rycerską.
Właścicielami Wilczkowic byli: Jan Staszkowski herbu Bogoria, Jan Strzemię herbu Strzemię, a następnie Adam i Mikołaj Janowscy.
W XVI i XVII w. w Wilczkowicach istniała papiernia nad rzeką Dłubnią. Rejestr poborowy z końca XVI w. podaje, że jej właścicielami byli dziedzice tych dóbr - Wilczkowscy herbu Jelita. Używali oni filigranu z trzema skrzyżowanymi strzałami (kopiami)  i inicjałami W. W 1620 roku miejscowość przechodzi we władanie rodziny Janowskich herbu Strzemię.
Pod koniec XVII w. właścicielem klucza Wilczkowskiego, do którego należy Kozierów i Masłomiąca, był hr. Roman Sierakowski. W tym czasie w Wilczkowicach znajdował się dwór, młyn na Dłubni, kuźnica, browar oraz dwie karczmy. Wieś liczyła 200 mieszkańców. W 1815 roku po upadku Napoleona w Wilczkowicach, które znalazły się w zaborze rosyjskim powstała komora celna, ale w 1838 roku przeniesiono ją do Michałowic. W 1866 roku Wilczkowice weszły w skład utworzonej wtedy gminy Michałowice. W latach 1975–1998 miejscowość należała administracyjnie do województwa krakowskiego.
Jeszcze na początku XX w. istniał w Wilczkowicach drewniany dwór. Obecnie odnajdujemy tam jedynie pozostałości założenia parkowego. W Wilczkowicach istnieje remiza Ochotniczej Straży Pożarnej oraz stadnina koni i gospodarstwo agroturystyczne "Stary Młyn".